# Замутов
Замутов (словац. Zámutov) — село в Словаччині, Врановському окрузі Пряшівського краю. Розташоване в східній частині Словаччини на східних схилах Солоних гір в долині Замутовського потоку, що впадає до Топлі.
Уперше згадується у 1402 році.

## Храми
У селі є римо-католицький костел 1912 року з готичними та бароковими елементами, протестантська церква (1920) та греко-католицька церква Покрови Пресвятої Богородиці 1974 року, перебудована у 1990 році. Первісна греко-католицька парафіяльна церква з 1920 року була знищена.

## Населення
| Рік:            | 1994. | 2004.    | 2014.    | 2024.   |
| --------------- | ----- | -------- | -------- | ------- |
| Кількість осіб: | 2451  | 2784     | 3116     | 3405    |
| Різниця:        |       | +13,58 % | +11,92 % | +9,27 % |

| Рік:            | 2023. | 2024.   |
| --------------- | ----- | ------- |
| Кількість осіб: | 3381  | 3405    |
| Різниця:        |       | +0,70 % |

У селі проживає 3009 осіб.
Національний склад населення (за даними перепису 2001 року):
- словаки — 95,28 %,
- цигани — 3,94 %,
- чехи — 0,15 %,
- українці — 0,07 %,
- угорці — 0,04 %.

Склад населення за приналежністю до релігії станом на 2001 рік:
- греко-католики — 58,53 %,
- римо-католики — 28,04 %,
- протестанти — 7,96 %,
- православні — 0,11 %,
- не вважають себе вірянами або не належать до жодної вищезгаданої конфесії — 2,27 %.